# Équipe de Belgique masculine de water-polo
L'équipe nationale masculine belge de water-polo est la sélection nationale représentant la Belgique dans les compétitions internationales de water-polo. Elle est gérée par la Fédération royale belge de natation. La sélection compte six médailles aux Jeux olympiques toutes remportées dans la première moitié du XXe siècle, ainsi que trois troisièmes places aux Championnats d'Europe.

## Palmarès international

### Jeux olympiques
| - 1900 : Médaille d'argent - 1904 : n'a pas participé - 1908 : Médaille d'argent - 1912 : Médaille de bronze - 1920 : Médaille d'argent - 1924 : Médaille d'argent - 1928 : Quarts de finale - 1932 : n'a pas participé - 1936 : Médaille de bronze - 1948 : 4e place - 1952 : 6e place | - 1956 : n'a pas participé - 1960 : 13e place - 1964 : 7e place - 1968 : n'a pas participé - 1972 : n'a pas participé - 1976 : n'a pas participé - 1980 : n'a pas participé - 1984 : n'a pas participé | - 1988 : n'a pas participé - 1992 : n'a pas participé - 1996 : n'a pas participé - 2000 : n'a pas participé - 2004 : n'a pas participé - 2008 : n'a pas participé - 2012 : n'a pas participé - 2016 : n'a pas participé - 2020 : n'a pas participé - 2024 : n'a pas participé |

### Championnats du monde
La Belgique ne compte aucune participation aux Championnats du monde de water-polo.

### Ligue mondiale
La Belgique ne compte aucune participation à la Ligue mondiale de water-polo.

### Coupe du monde
La Belgique ne compte aucune participation à la Coupe du monde de water-polo.

### Championnat d'Europe
| - 1926 : 4e place - 1927 : Médaille de bronze - 1931 : 4e place - 1934 : Médaille de bronze - 1938 : 4e place - 1947 : Médaille de bronze - 1950 : n'a pas participé - 1954 : 9e place - 1958 : 10e place - 1962 : 6e place | - 1966 : 10e place - 1970 : 12e place - 1974 : Niveau B - 7e place - 1977 : n'a pas participé - 1981 : n'a pas participé - 1983 : Niveau B - 7e place - 1985 : Niveau B - 7e place - 1987 : n'a pas participé - 1989 : n'a pas participé - 1991 : n'a pas participé | - 1993 : n'a pas participé - 1995 : n'a pas participé - 1997 : n'a pas participé - 1999 : n'a pas participé - 2001 : n'a pas participé - 2002 : Niveau B - 6e place - 2003 : n'a pas participé - 2006 : n'a pas participé - 2008 : n'a pas participé - 2010 : n'a pas participé - 2012 : n'a pas participé - 2014 : n'a pas participé |